# Tomrukköy, Azdavay
Tomrukköy là một xã thuộc huyện Azdavay, tỉnh Kastamonu, Thổ Nhĩ Kỳ. Dân số thời điểm năm 2008 là 65 người.